# 2015 en Afrique du Sud
Chronologie de l'Afrique du Sud
- 2011
- 2012
- 2013
- 2014
- 2015
- 2016
- 2017
- 2018
- 2019

Cet article présente les faits marquants de l'année 2015 en Afrique du Sud, ou concernant le pays.

## Évènements
- 12 janvier : regroupement au parc Zoo Lake de Johannesburg, près de l'alliance française, d'environ 250 personnes venues rendre hommage aux victimes des attentats en France[1].
- 29 mars : l'élection de Miss Afrique du Sud 2015, 60e élection de Miss Afrique du Sud, s'est déroulée au Superbowl de Sun City. La gagnante, Liesl Laurie, succède à Rolene Strauss, Miss Afrique du Sud 2014 et Miss Monde 2014[2]. Elle se classera dans le top 11 à l'élection de Miss Monde 2015 à Sanya, en Chine. Sa première dauphine, se place dans le top 15 à l'élection de Miss Univers 2015.
- Mars et avril 2015 : des violences xénophobes font au moins 7 morts[3].
- 23 octobre : la foule étudiante, massée devant le siège du gouvernement, exulte après l'annonce du président Zuma de l’annulation des augmentations des frais universitaires qui avaient été annoncés pour la rentrée 2016[4].
- 15 novembre : à l'initiative des associations françaises du Gauteng, une centaine de personnes, se sont réunies suite aux attentats du vendredi 13 novembre au soir à Paris[1].

## Culture

### Cinéma
- La Rivière sans fin.
- Thina Sobabili: The Two of Us.
- Turbulences (film, 2015).
- While You Weren't Looking.

## Sport

### Football
- Coupe COSAFA 2015.
- Championnat d'Afrique du Sud de football 2014-2015.

### Hockey sur glace
- Division IIB du Championnat du monde de hockey sur glace 2015.

### Rugby
- Championnat d'Afrique de rugby à sept 2015.
- Saison 2015 de Super Rugby.
- The Rugby Championship 2015.
- Tournoi d'Afrique du Sud de rugby à sept 2015.

### Surf
- J-Bay Open 2015.